# Последен случай
„Последен случай“, преведен на български и като „Смъртна схватка“, (на английски: The Final Problem) е разказ на писателя Артър Конан Дойл за известния детектив Шерлок Холмс. За първи път е публикуван през 1893 г. в списание „Странд“. Впоследствие е включен в книгата „Мемоарите на Шерлок Холмс“, публикувана през 1894 година.

## Сюжет
Внимание:  Текстът по-долу разкрива сюжета на произведението (или части от него)!
На 24 април 1891 г. в апартамента, където живеят Уотсън и съпругата му, идва Шерлок Холмс. Той разказва на Уотсън, че завършва разследването на дейността на най-опасния престъпник в Лондон, а може би и в цяла Англия – професор Мориарти. Холмс казва на Уотсън, че Мориарти е създал обширна престъпна мрежа, чиито членове извършват убийства, грабежи и други престъпления. Самият професор винаги остава в сянка, въпреки че осъществява общото им ръководство.
Холмс е започнал разследването и в крайна сметка му се е удало да събере доказателства за престъпната дейност на Мориарти. Професорът го е приканил да спре разследването и когато Холмс категорично отказва, Мориарти и неговите съучастници са започнали опити за покушение над прочутия детектив. Оставането на Холмс в Англия е опасно и затова Холмс предлага на Уотсън да заминат за Швейцария, докато полицията арестува Мориарти и бандата му. Холмс дава инструкции на Уотсън как на следващия ден да се измъкне незабелязано и да стигне да Гара Виктория, а самият той излиза през задния прозорец на апартамента.
Уотсън изпълнява инструкциите и когато се качва в първа класа на влака, намира само един стар италиански свещеник, който се оказва маскираният Холмс. Когато влакът тръгва, Холмс забелязва на задната платформа Мориарти, който е проследил Уотсън, въпреки взетите предпазни мерки. Холмс и Уотсън незабелязано сменят влака в Кентънбъри, но докато чакат в Нюхейвън друг влак, забелязват, скрити зад багажите на пътниците, че Мориарти е наел специален влак, за да ги проследи.
Скоро на Холмс съобщават, че всички съучастници на Мориарти са арестувани, но самият професор е изчезнал. Холмс осъзнава, че професорът ще положи всички усилия, за да си отмъсти.
По време на пътешествието си в Швейцария Холмс и Уотсън отиват да посетят известния водопад Райхенбах. По това време на Уотсън донасят бележка с молба спешно да се върне в село Мейринген, за да помогне на някаква англичанка, на която ѝ е станало зле. Уотсън тръгва, оставяйки Холмс до бездната и оглушителния шум на водопада.
Когато Уотсън пристига в Мейринген, се оказва, че бележката е фалшива и в хотела няма болна англичанка. Осъзнавайки, че всичко това е устроено от Мориарти, Уотсън бързо се връща. Когато обаче прибягва до водопада, не успява да намери никъде Холмс. Уотсън намира следи от два чифта обувки по пътеката, която води до ръба на бездната и разбира, че това са следи от Холмс и Мориарти. Те отчаяно са се били на ръба на пропастта, а след това и двамата са паднали в бездната на водопада Райхенбах.
Близо до мястото на трагедията Уотсън намира сребърната табакера на Холмс, в която е оставена бележка. В бележката Холмс съобщава, че му предстои да се сблъска лице в лице с Мориарти. Холмс обещава, че ще се опита най-накрая да унищожи Мориарти, но се страхува, че това може да стане само с цената на собствения му живот. В края на бележката Холмс изпраща прощалните си сърдечни поздрави на Уотсън и неговата съпруга.

## Адаптации
През 1922 г. разказът е екранизиран във Великобритания в едноименния филм с участието на Ейли Норууд в ролята на Холмс и Хюбърт Уилис в ролята на Уотсън.
Екранизиран е през 1980 г. в СССР с участието на Василий Ливанов в ролята на Холмс, Виталий Соломин като Уотсън и на Виктор Евграфов като Мориарти.
През 1985 г. е адаптиран отново във Великобритания с Джеръми Брет като Холмс и Дейвид Бърк като Уотсън. 

## Интересни факти
По идея на Артър Конан Дойл разказът действително е трябвало да бъде последният случай и последното приключение на гениалния детектив, защото нищо не би било така ярко както справянето му с най-голямата престъпна групировка. Местата на действието отговарят на действителните видени от автора при пътешествие през същата година в Швейцария, където е открил селцето Мейринген в Бернските Алпи. След издаването на разказа писателят е подложен на натиск от феновете да продължи с историите за Шерлок Холмс и в крайна сметка той го прави с емблематичния си роман „Баскервилското куче“ и разказа „Празната къща“.
Жителите на градчето Мейринген са особено доволни от произведението на Конан Дойл. То дава трайна световна слава на населеното място и водопада и ги превръща в постоянни туристически обекти. Направен е музей в мазето на английската църква на селото, пред нея има скулптура на Шерлок Холмс, а в съседство площадът е кръстен на Конан Дойл.
Ръбът на бездната е белязан с паметна плоча с надпис: „На това страшно място Шерлок Холмс победи професор Мориарти“. Всяка година поклонниците на детектива отиват на мястото преоблечени като героите на разказа и правят възстановка на литературното събитие.